# Krzysztof Szaflik
Krzysztof Jan Szaflik – polski ginekolog, profesor nauk medycznych.

## Życiorys
W 1990 r. obronił pracę doktorską, w 1995 r. habilitował się na podstawie pracy zatytułowanej Ocena wartości zastosowania sztucznego płynu owodniowego w przypadkach małowodzia. W 2001 r. uzyskał tytuł profesora nauk medycznych.
Został pracownikiem naukowym na Uniwersytecie Medycznym w Łodzi, oraz w Instytucie „Centrum Zdrowia Matki Polki”.
Był wiceprezesem Polskiego Towarzystwa Ginekologicznego.